# Красноколядинська волость
Красноколядинська волость — адміністративно-територіальна одиниця Конотопського повіту Чернігівської губернії з центром у містечку Красний Колядин.
Станом на 1885 рік складалася з 15 поселень, 28 сільських громад. Населення — 5227 осіб (2642 чоловічої статі та 2585 — жіночої), 811 дворових господарств.
|                     | Площа, десятин | У тому числі орної, дес. |
| ------------------- | -------------- | ------------------------ |
| Сільських громад    | 6422           | 6004                     |
| Приватної власності | 3310           | 2457                     |
| Іншої власності     | 33             | 25                       |
| Загалом             | 9765           | 8486                     |

Основні поселення волості:
- Красний Колядин — колишнє державне та власницьке містечко при річці Ромні за 40 верст від повітового міста, 2003 особи, 324 двори, 2 православні церкви, постоялий двір, 5 постоялих будинків, 3 лавки, базари по понеділках, 4 ярмарки, 2 вітряних млини.
- Грицівка — колишнє державне та власницьке село при річці Ромні, 522 особи, 102 двори, 2 постоялих будинки, 2 вітряних млини.
- Корінецьке — колишнє державне та власницьке село при річці Ромні, 1019 осіб, 160 дворів, православна церква, 2 постоялих будинки, 4 вітряних млини.
- Понори — колишнє державне та власницьке село при річці Ромні, 890 осіб, 145 дворів, православна церква, 2 постоялих будинки, 3 вітряних млини.